# Matematica greco-ellenistica

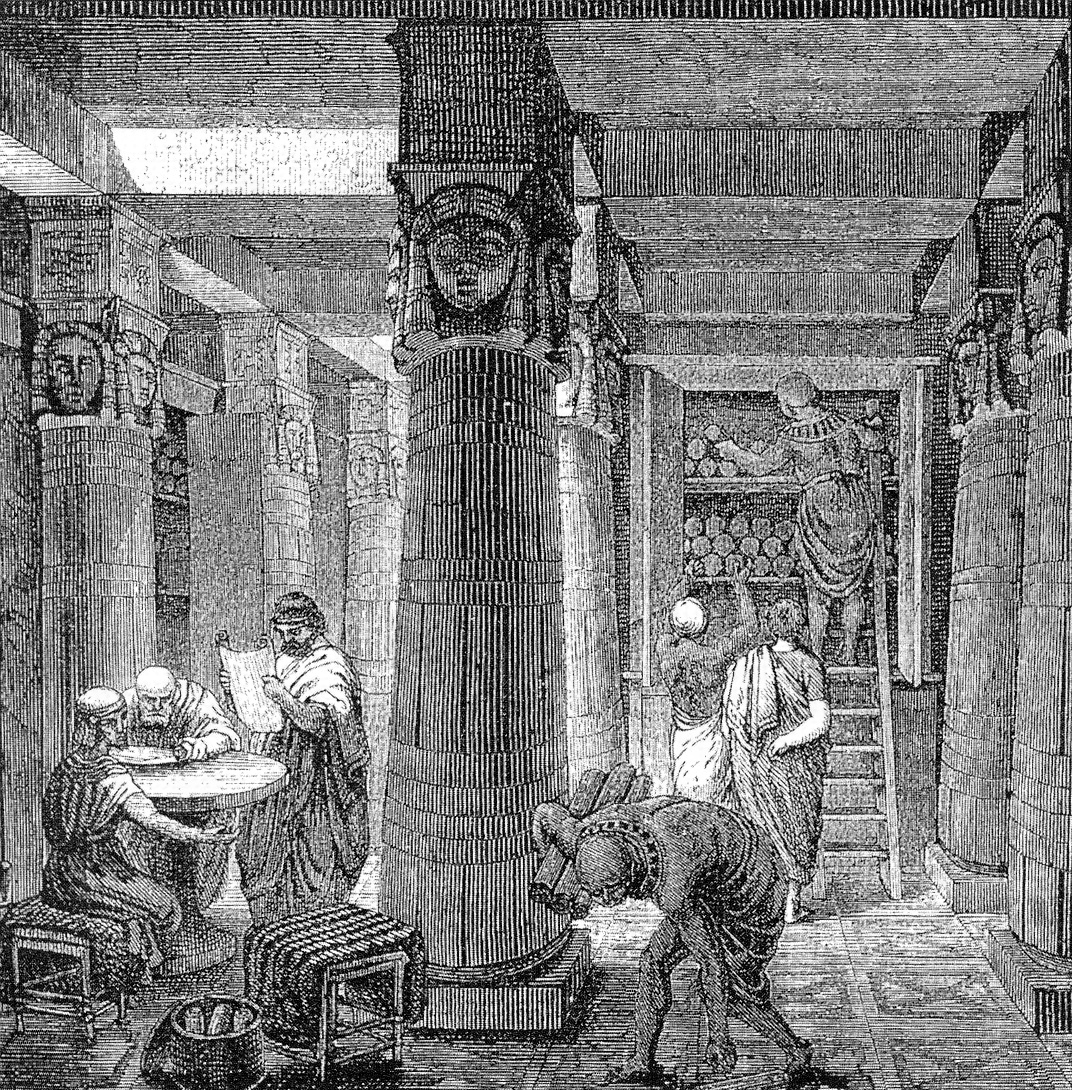
"La Biblioteca di Alessandria", resa artistica del XIX secolo dell'artista tedesco O. Von Corven, basata in parte sulle prove archeologiche disponibili all'epoca.

La matematica greco-ellenistica fa riferimento a testi e idee matematiche risalenti al periodo arcaico, classico, ellenistico e romano, in un arco di tempo che va da circa il V secolo a.C. al VI secolo, nell'area Mediterranea. I matematici greci vivevano in città sparse in tutta la regione, dall'Anatolia all'Italia e al Nordafrica, ma avevano come tratto comune la cultura e la lingua greca. Lo sviluppo della matematica come disciplina teorica e l'uso del ragionamento deduttivo nelle dimostrazioni costituisce un'importante differenza tra la matematica greca rispetto a quella delle civiltà precedenti.
Si può parlare semplicemente di matematica greca o matematica ellenica in base al periodo e alla zona, ma viene sempre dato rilievo all'importanza culturale della città di Alessandria d'Egitto, per molti aspetti la città preminente per la cultura matematica ellenistica.
Questi sviluppi hanno raggiunto la massima fioritura attorno al I secolo a.C., per poi declinare progressivamente delle conoscenze matematiche. Nei secoli successivi sono sopravvissuti solo negli ambienti culturali dove l'uso della lingua greca mantenne viva la tradizione del periodo precedente.

## Storia

### Periodo arcaico e classico

Illustrazione della dimostrazione di Euclide del teorema di Pitagora

Si ritiene che la matematica greca abbia avuto inizio con Talete (624 a.C. - 546 a.C. circa) e Pitagora (582 a.C. circa—507 a.C. circa). Entrambi furono probabilmente influenzati dai risultati e dalle idee della matematica egizia, della matematica babilonese e della matematica indiana. Talete usò la geometria per risolvere problemi come il calcolo dell'altezza di una piramide e la distanza delle navi dalla riva.
Si sa molto poco della vita di Talete di Mileto, anche se è assodato che fosse uno dei sette savi della Grecia. Secondo Proclo, si recò a Babilonia dove imparò la matematica e altre materie, arrivando alla dimostrazione di quello che oggi è chiamato Teorema di Talete.
Pitagora aveva viaggiato in Egitto per apprendere la matematica, la geometria e l'astronomia sotto la guida dei sacerdoti egiziani. Durante il suo soggiorno apprese importanti conoscenze matematiche. A lui si attribuisce la scoperta del teorema di Pitagora, teorema di trigonometria su come trovare il quadrato dell'ipotenusa di un triangolo rettangolo. Pitagora inventò inoltre un metodo per esprimere gli intervalli musicali attraverso l'uso di rapporti matematici ovvero la scala pitagorica. Ai pitagorici si deve anche la prima dimostrazione dell'esistenza di numeri irrazionali. È ironico che proprio un pitagorico abbia scoperto l'esistenza dei numeri irrazionali, poiché l'assunto filosofico di Pitagora e dei suoi seguaci riguardava la possibilità di spiegare tutti i fatti riconducendoli a schemi riguardanti i numeri interi e i loro rapporti (razionali).
Secondo il commento di Proclo su Euclide, Pitagora arrivò a trovare il teorema di Pitagora e a costruire le terne pitagoriche per via algebrica. È generalmente accettato che la matematica greca segni un sostanziale progresso nel pensiero scientifico rispetto alle culture precedenti per la sua insistenza sulle dimostrazioni assiomatiche.
Nel periodo successivo si ebbe un fiorire di studi, riguardanti soprattutto la geometria, sviluppati con procedimenti che presumibilmente avevano solide basi razionali; a noi sono pervenuti pochissimi testi di quel periodo, noto soprattutto attraverso i commenti dei secoli successivi. La matematica comunque ottenne uno status culturale di rilievo. Lo testimonia il fatto che il filosofo Platone (428–348 a.C. circa), quando dette vita alla sua Accademia di Atene, ritenne necessario che vi si insegnasse la matematica e volle che sopra l'ingresso dell'accademia foss posta l'iscrizione "non entri qui nessuno ignorante di geometria". Anche Aristotele (c. 384–322 a.C.) usò spesso la matematica per illustrare molte delle sue teorie e nell'Organon sviluppa la logica del sillogismo. Gran parte dell'attuale conoscenza matematica dell'antica Grecia di questo periodo è dovuta ai documenti a cui Aristotele fa riferimento nelle sue stesse opere.
In questo periodo Ippocrate di Chio studia la duplicazione del cubo e la quadratura del cerchio.
Zenone di Elea individua i paradossi del moto.
Archita di Taranto studia i collegamenti tra i suoni e le lunghezze delle corde vibranti che tali suoni generano; inoltre propone una soluzione del problema della duplicazione del cubo che si serve di una curva particolare ora nota come curva di Archita.
Teodoro di Cirene enuncia l'incommensurabilità delle radici quadrate di tutti gli interi che non sono quadrati di numeri interi.
Eudosso di Cnido fu probabilmente il maggiore dei matematici ellenici, a cui si deve lo sviluppo della teoria delle proporzioni, la base per i successivi sviluppi dello studio del continuo. Egli inoltre è il primo a sviluppare il metodo di esaustione.
Inoltre egli si occupa di osservazioni astronomiche e applica la trigonometria sferica all'astronomia.
Teeteto dimostra che i poliedri regolari sono 5: tetraedro regolare, cubo, ottaedro regolare, dodecaedro regolare e icosaedro regolare.

### Età ellenistica e romana

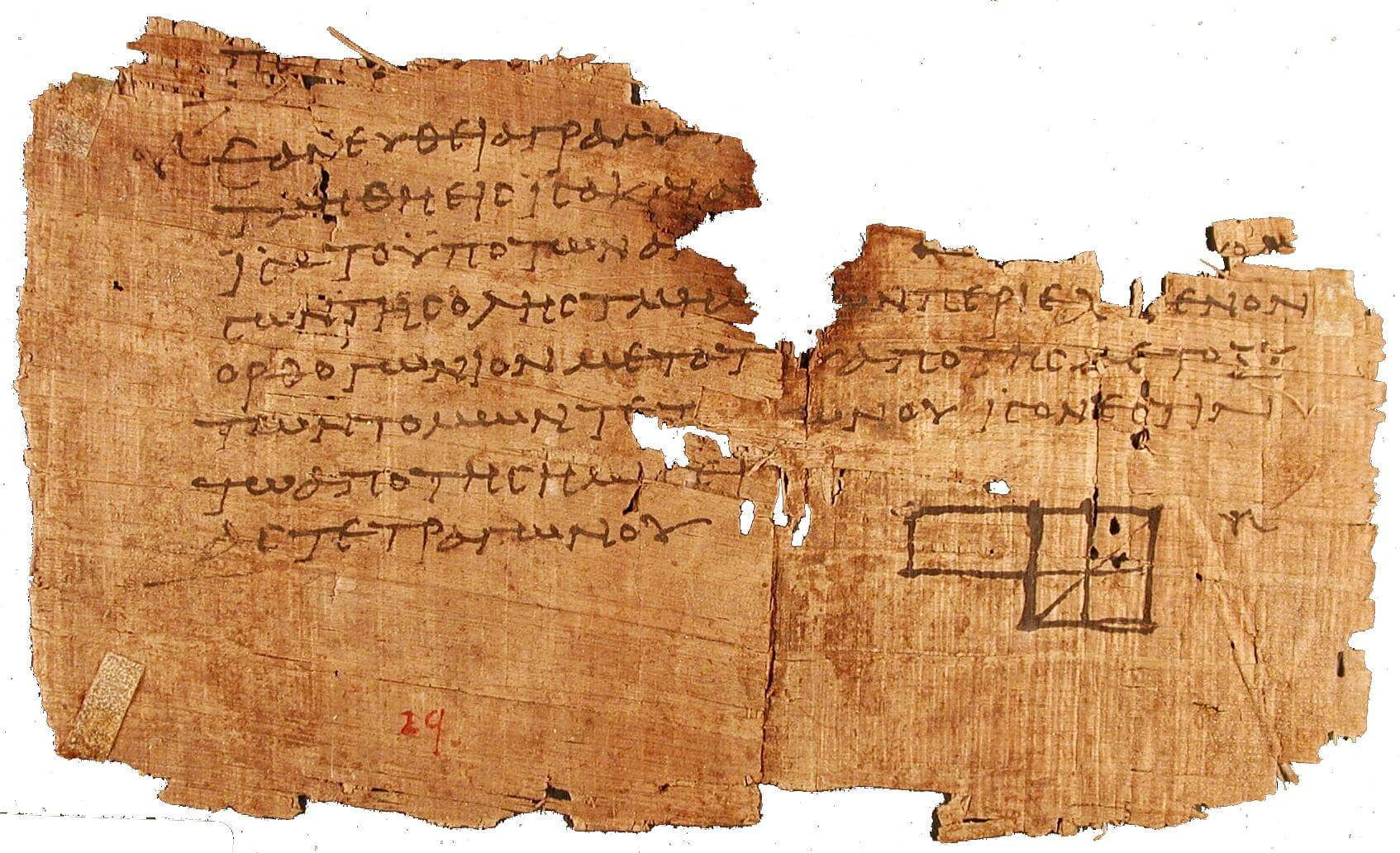
Un frammento degli Elementi di Euclide (300 a.C. circa).

L'era ellenistica iniziò alla fine del IV secolo a.C., in seguito alla conquista da parte di Alessandro Magno del Mediterraneo orientale, dell'Egitto, della Mesopotamia, dell'altopiano iranico, dell'Asia centrale e di parti dell'India, portando alla diffusione della lingua e della cultura greca in queste regioni. Il greco divenne la lingua franca degli studiosi in tutto il mondo ellenistico e la matematica del periodo classico si fuse con la matematica egiziana e babilonese per dare origine alla matematica ellenistica.
La matematica e l'astronomia greche raggiunsero il loro apice durante questo periodo, e gran parte del lavoro fu rappresentato da autori come Euclide (ca. 300 a.C.), Archimede (287–212 a.C. circa), Apollonio (240–190 a.C. circa ). a.C.), Ipparco (190–120 a.C. circa) e Claudio Tolomeo (100–170 d.C. circa). I loro studi raggiungevano livelli molto elevanti e raramente erano compresi al di fuori di una ristretta cerchia. Esempi di matematica applicata in questo periodo includono la costruzione di computer analogici come la Macchina di Anticitera, la misurazione accurata del raggio terrestre e il crivello da parte di Eratostene (276–194 a.C.) e i lavori meccanici di Erone di Alessandria (10–70 d.C. circa). Apollonio di Perga studia le sezioni coniche. Crisippo di Soli sviluppa la logica proposizionale.
Matematici successivi dell'epoca romana includono Diofanto (214–298 d.C. circa), noto come il padre dell'algebra, Pappo (290–350 d.C. circa), che compilò molti risultati importanti nella Collezione, Teone (335–405 d.C. circa) e sua figlia Ipazia (370–415 d.C. circa), che curarono l'Almagesto di Tolomeo e altre opere, ed Eutocio ( c. 480–540 d.C.), che scrisse commenti ai trattati di Archimede e Apollonio. Sebbene nessuno di questi matematici, ad eccezione di Diofanto, avesse opere originali e inedite, si distinguono per i loro commenti e le loro esposizioni, che hanno conservato preziosi estratti di opere scomparse o allusioni storiche che, in assenza di documenti originali, sono preziose per la loro rarità.
La maggior parte dei testi matematici scritti in greco è sopravvissuta grazie alla copia dei manoscritti nel corso dei secoli. Alcuni frammenti risalenti all'antichità sono stati rinvenuti soprattutto in Egitto, ma in genere non aggiungono nulla di significativo alla conoscenza della matematica greca conservata nella tradizione manoscritta.

### La tradizione fino al V secolo
L'epoca più fiorente per gli studi matematici inizia il suo declino a partire dalla metà del II secolo a.C. Con il sopravvento dell'impero romano in gran parte del Mediterraneo. Nel 150 a.C. viene distrutta Corinto e vengono massacrati molti cittadini di lingua greca ad Alessandria d'Egitto. Entrano anche in crisi molte istituzioni dei regni ellenistici aventi il fine di sostenere iniziative culturali. La matematica perde gran parte dei sostegni a persone che esercitino una professione di matematico. In questo periodo vengono quasi a scomparire le figure in grado di portare innovazioni nella matematica. Questo è dovuto anche al mutato clima politico: la crescente importanza dello schiavismo diminuisce quella di un pensiero critico che produca innovazioni nella matematica, nella scienza e nella tecnologia, se non per obiettivi pratici ed immediati. In queste materie ri riesce comunque a manterer viva la tradizione.
La società romana mostra in generale poco interesse verso la matematica e le speculazioni scientifiche. Si interessa solo della capacità di sviluppare calcoli utili ad attività come i rilevamenti geodetici. Susseguirino guerre di conquista anche in altre città importanti per la cultura ellenistica, come la conquista di Siracusa del 212 a.C. e nel 146 a.C. la distruzione di Cartagine e Corinto.
La fase di guerra ebbe fine nel 30 a.C. con la conquista di Alessandria, evento che realizzò la totale conquista romana del bacino del Mediterraneo.
Mentre per vari secoli potranno fiorire attività umanistiche ed artistiche, la cultura matematica sarà sempre più emarginata e si avranno pochissime figure dotate di qualche autonomia. Nel mondo romano va ricordato solo Vitruvio, architetto e poligrafo, che scrisse un trattato in dieci libri intitolato "De architectura".
La cultura cristiana dei primi secoli sostenne poco lo sviluppo delle attività matematiche e scientifiche in quanto considerava, tra l'altro, che le speculazioni orientate in queste direzioni fossero da considerare molto meno importanti di quelle volte alla salute eterna. Inoltre l'apparente disinteresse della cultura cristiana per le scienze matematiche fu largamente causato dai viziati e scarsamente inclusivi concetti di "scienza" e di "matematica" su cui erano fondate non poche delle dottrine antiche.
Tra gli autori dei primi secoli va ricordato Severino Boezio, importante per le sue opere di "filosofo cristiano", ma anche autore delle opere De geometria, De institutione arithmetica e De institutione musicae, opere testimoni del tentativo di conciliazione del pensiero cristiano con quello scientifico.